# Ulla Böris-Matsson
Ulla Böris-Matsson, egentligen Ulla Helena Matsson, ogift Karlsson, född 30 juli 1933 i Uppsala, död 22 april 2014, var en svensk textilkonstnär och formgivare.
Böris-Matsson utbildade sig på Konstfack 1955–1960, där hon gick både mode- och hantverkslinjen. Hon arbetade på Jofa skinnfabrik i Malung i början på 1960-talet som formgivare av höst- och vårkollektionen av såväl dam- som herrkläder.
Hon hade utställningar på Västerbottens museum samt i Karlstad, Växjö, Hudiksvall och Chicago. Hon finns representerad vid Västerbottens museum. 
Ulla Böris-Matsson var 1955–1978 gift med agronomen Böris Malte Matsson (1926–2007). Hon var bosatt i Umeå och är begravd där.